# 亚美尼亚建筑

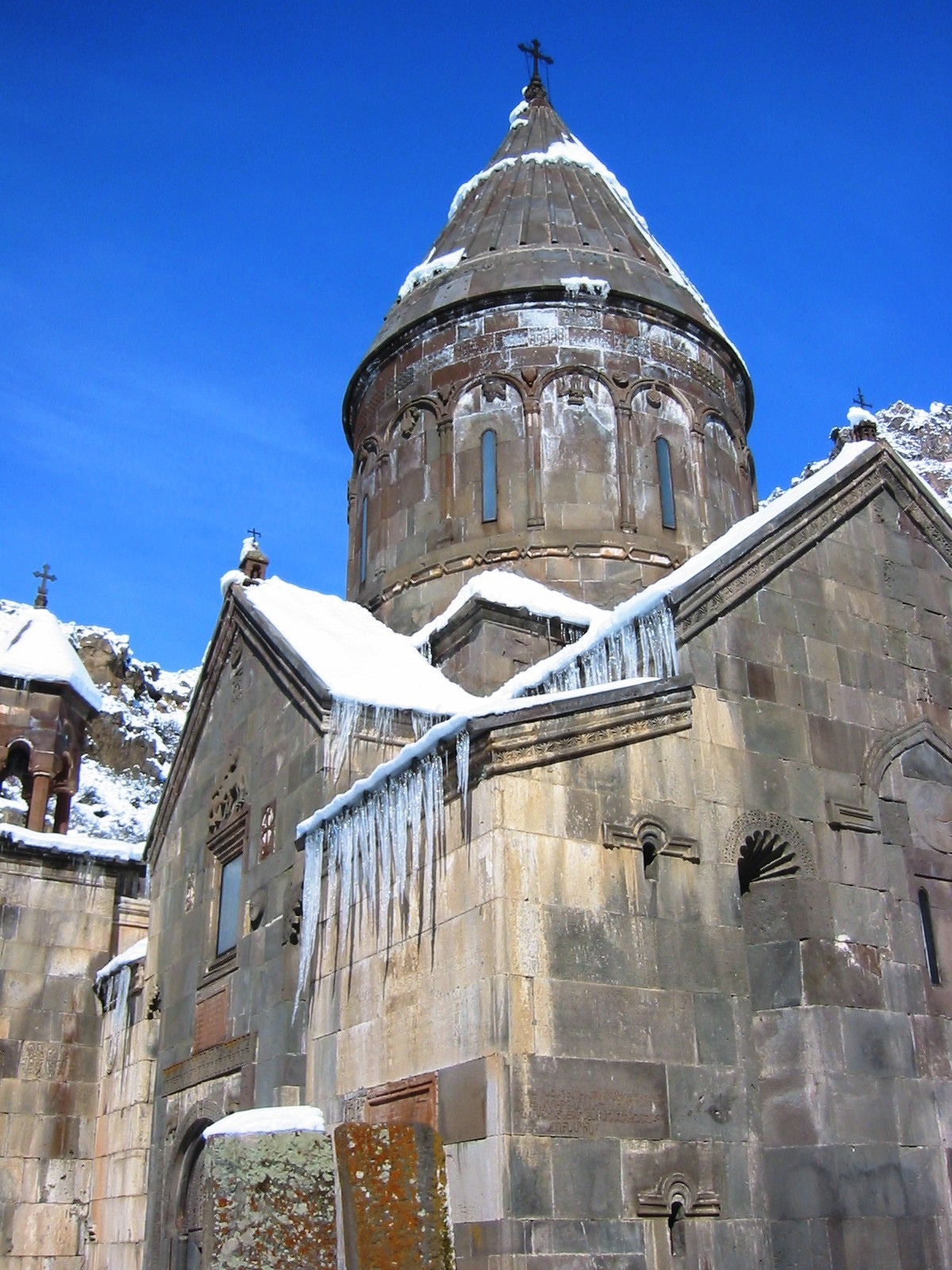
建于1215年的亚美尼亚格加爾德修道院教堂

亚美尼亚建筑，一种形成于小亚细亚东部亚美尼亚高原的人类居所建筑风格，主要为亚美尼亚人所使用。亚美尼亚式建筑的最高成就一般被认为是它的中世纪教堂，它影响了西方教堂的建筑风格，但也恰恰是这些领域，存在着不同的看法。

## 亚美尼亚式建筑的常见特征
中世纪的亚美尼亚建筑，尤其是亚美尼亚教堂，具有几个明显鲜明的特征，被认为是教堂建筑中最早的民族风格。
常见特征包括：

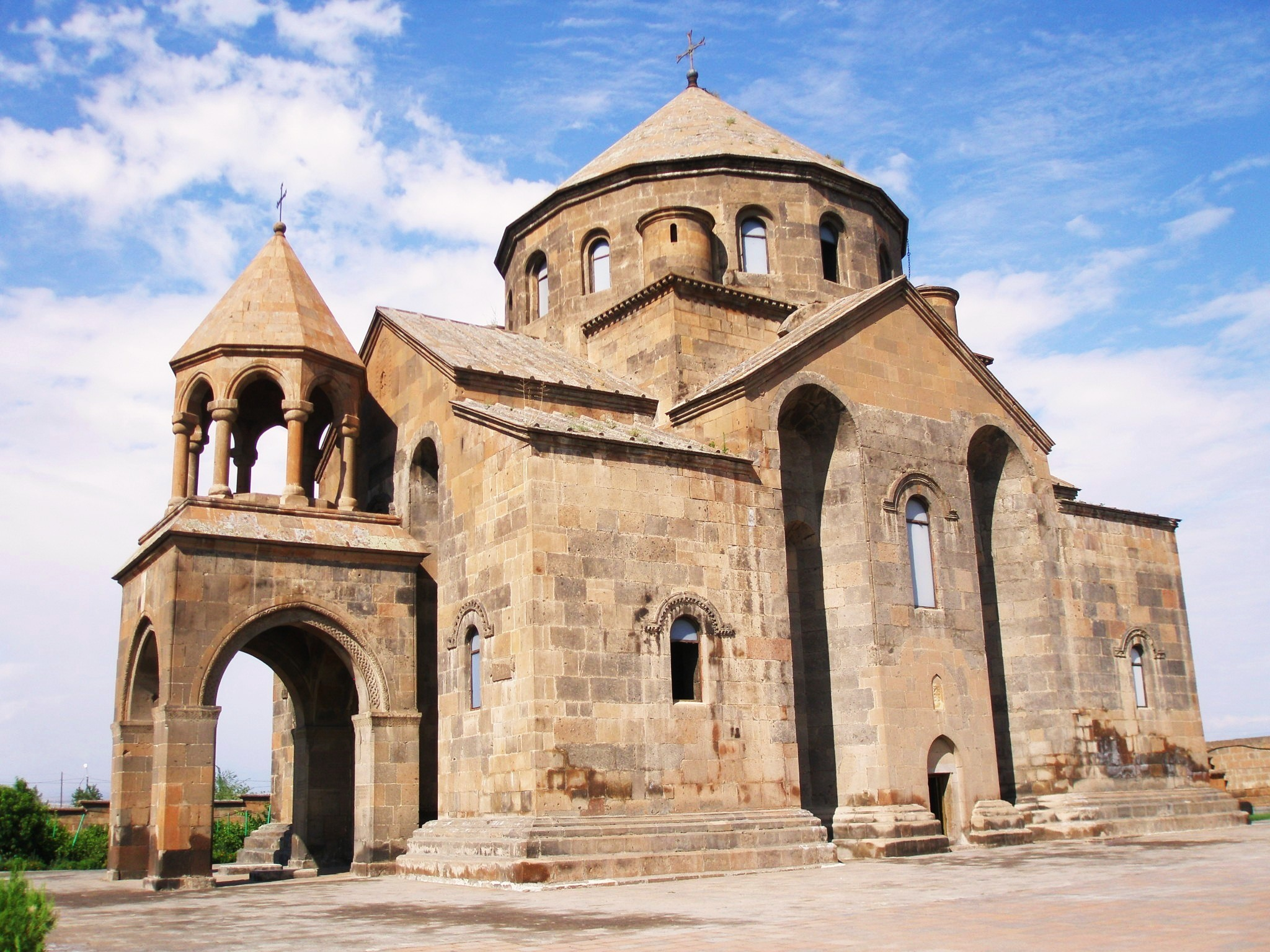
Saint Hripsime Church, 始建于618年，一座重要的早期教堂。

- 尖圆顶，让人联想到阿勒山的火山锥。圆锥形或半圆锥形的圆顶或拱顶通常被安在一个鼓形墙壁上面，通常在外面看是多边形的，而且多是八边形的[4]
- 整个结构往往比较细高，教堂的高度大于它的长或宽[4]
- 带有细高的窗子的垂直加固[4]
- 石头的拱顶
- 几乎全部用石头建成，通常是火山凝灰岩或玄武岩
- 由凝灰岩瓦片组成的复合屋顶
- 壁画和雕刻，如果存在的话，通常是华丽的缠枝葡萄
- 大量使用高达拱门结构，作为鼓形壁、拱顶和垂壁的组成部分来支撑穹顶。
- 屋顶交叉来支撑圆顶。
- 外墙上人物等雕塑装饰。

## 亚美尼亚教堂的类别
除了上述的一些列共同特点，各个教堂还有着一些比较大的差异，这些差异可能能够反映出年代、地域或设计师创意不同的。20世纪初，Toros Toramanian根据这些差异将亚美尼亚式教堂分为以下几类：
| 风格            | 亚美尼亚语命名                            | 举例               |
| --------------- | ----------------------------------------- | ------------------ |
| 巴西利卡        | Bazilik (Բազիլիկ)                         | Ererouk            |
| 穹顶巴西利卡    | Gmbetakir bazilik (Գմբեթակիր բազիլիկ)     | Tekor Basilica     |
| 十字形          | Etchmiadznatip (Էջմիածնատիպ)              | 埃奇米阿津主教座堂 |
| 垂直-加重长方形 | Oughatzig karankiun (Ուղղագիծ քառանկյուն) | 圣加雅涅教堂       |
| 径向            | Sharavighayin (Շառավիղային)               | Saint Hripsime     |
| 圆形            | Zvartnotsatip (Զվարթնոցատիպ)              | Zvartnots          |

## 建筑

亚美尼亚使徒教会利沃夫主教座堂内景，Jan Henryk De Rosen与Józef Mehoffer作品。

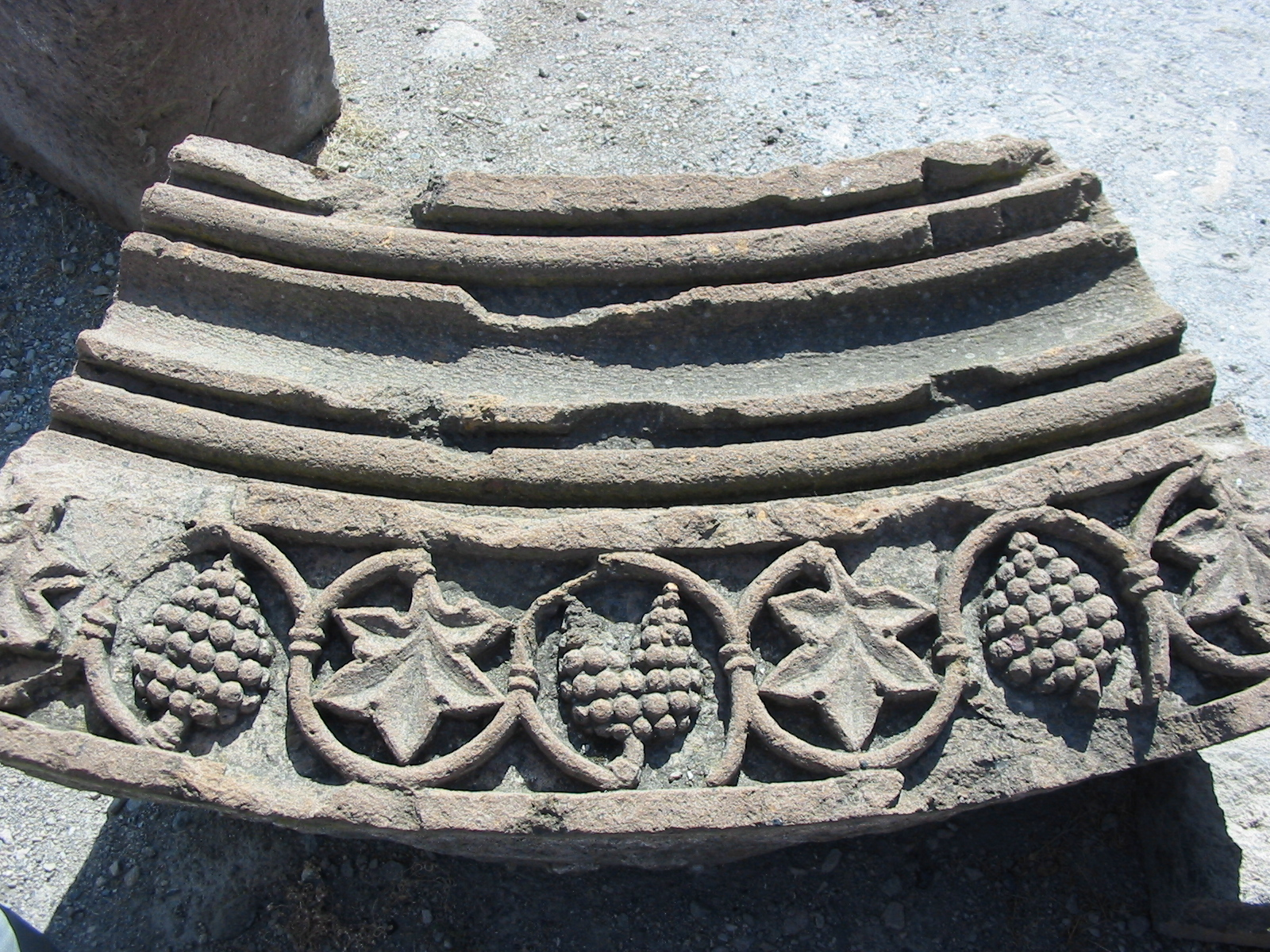
滚藤图案，出自兹瓦尔特诺茨的一座7世纪大教堂的雕刻。

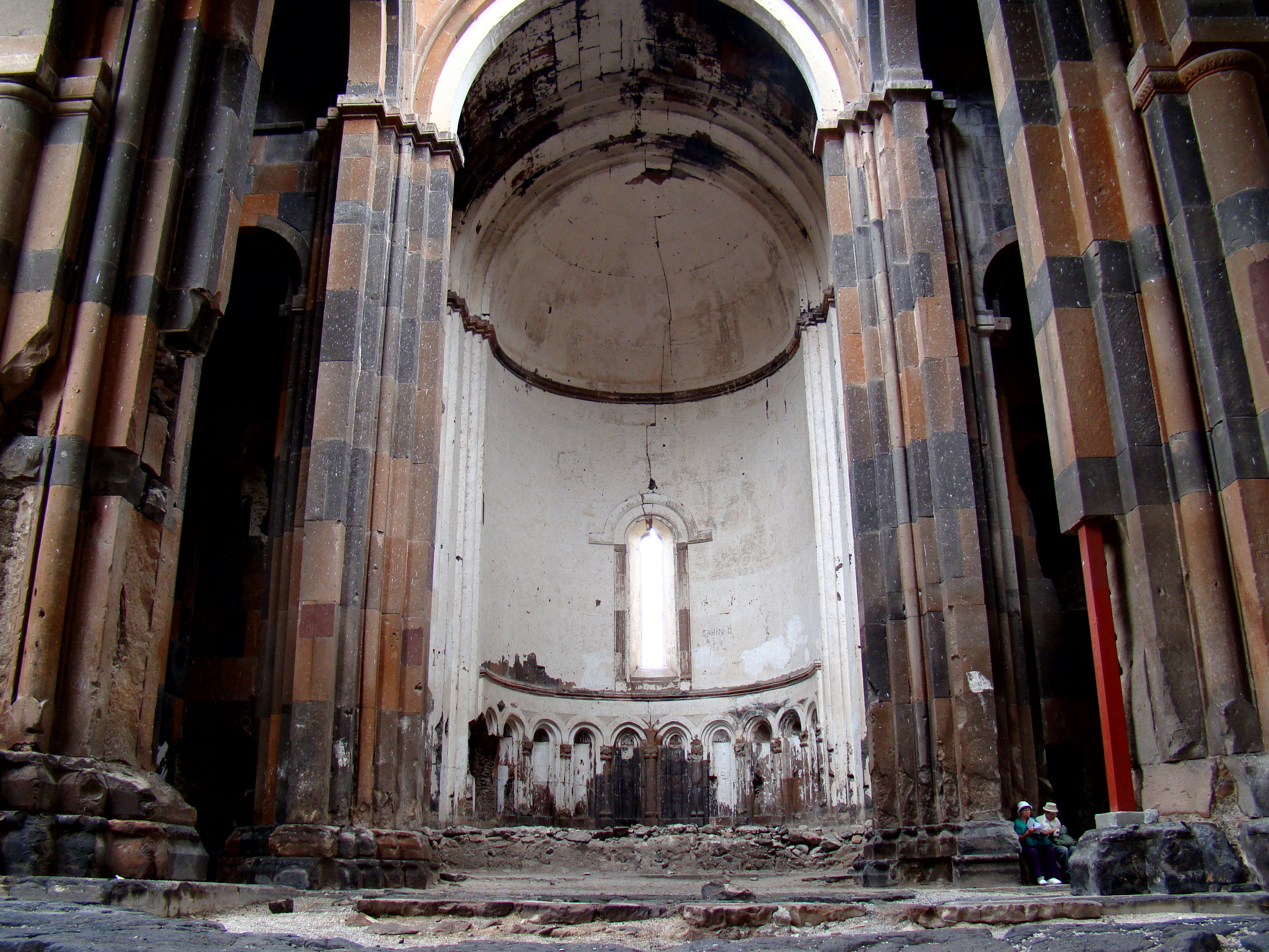
照片中在阿尼大教堂废墟里面两个人正好说明了建筑物的大小

## 文献
- Armen, Garbis (1992), An Architecture of Survival, ISBN 0-9695988-0-7